# Limbiate
Limbiate é uma comuna italiana da região da Lombardia, província de Monza e Brianza, com cerca de 30.804 habitantes. Estende-se por uma área de 12 km², tendo uma densidade populacional de 2567 hab/km². Faz fronteira com Bovisio-Masciago, Solaro, Cesate, Varedo, Paderno Dugnano, Senago.

## Demografia
| Variação demográfica do município entre 1861 e 2011                               |
|                                                                                   |
| Fonte: Istituto Nazionale di Statistica (ISTAT) - Elaboração gráfica da Wikipedia |